# Flagge Schlesiens und Niederschlesiens

Flagge Schlesiens

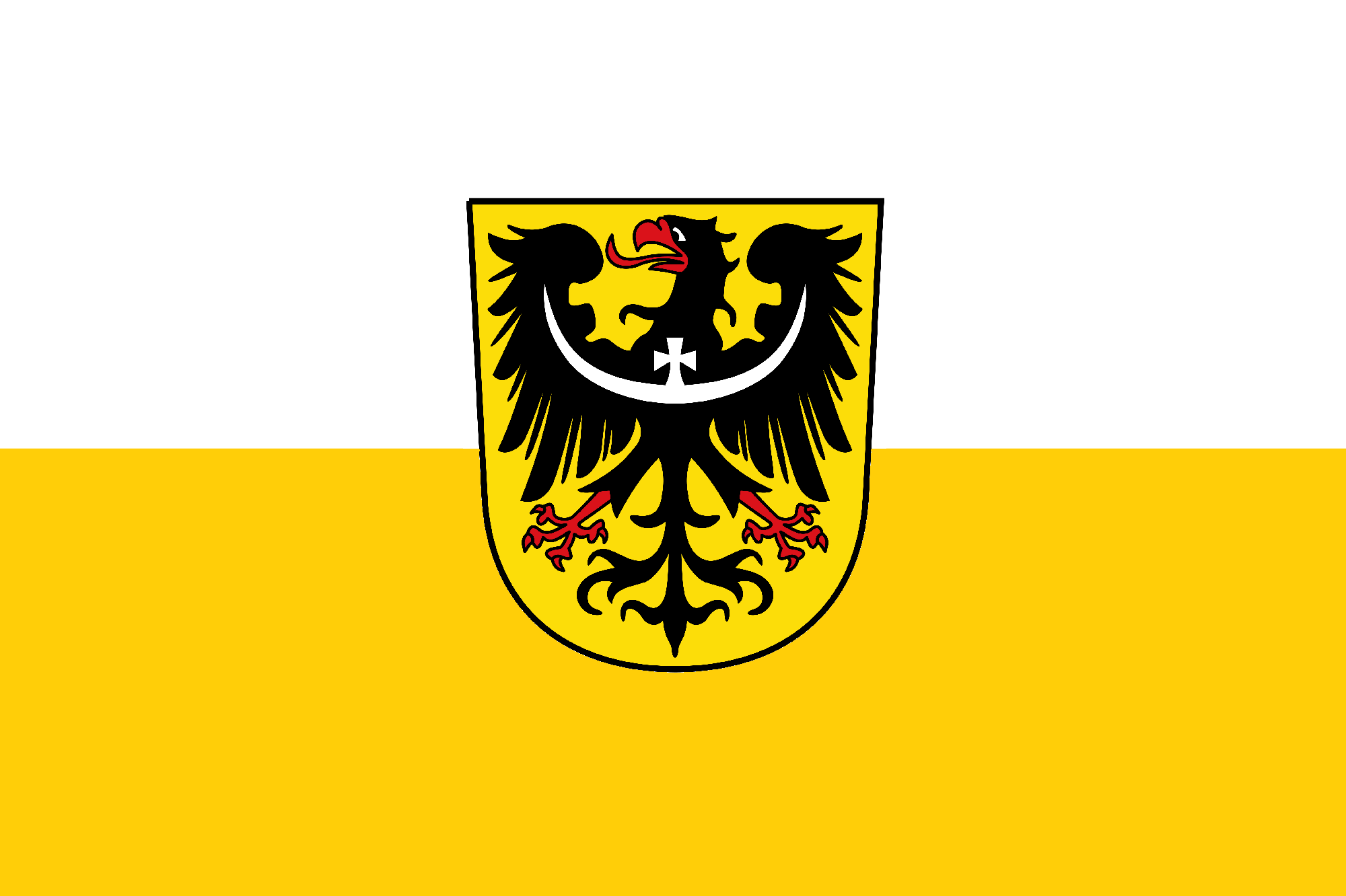
Flagge Schlesiens mit Wappen

Die Flagge Schlesiens und Niederschlesiens ist eine Bikolore aus den Farben Silber und Gold.
Die Landesflagge besteht aus zwei horizontalen Streifen. Die Farben der Flagge berufen sich auf das Wappen Schlesiens, wodurch sich nach den Regeln der Heraldik die Hintergrundfarbe Gold unten befindet.
Traditionell ist die Flagge Schlesiens auch die Flagge Niederschlesiens, während Oberschlesien eine eigene Flagge besitzt.
Die Landesfarben wurden zusammen mit dem Wappen der Provinz Schlesien als Landesdienstflagge der Provinz Schlesien (1882 bis 1918) und mit dem Wappen der Provinz Niederschlesien als Landesdienstflagge der Provinz Niederschlesien (1920 bis 1935) genutzt, welche von 1919 bis 1938 und von 1941 bis 1945 bestand.

## Nutzung
Absatz 4 in Artikel 2 der Verfassung des Freistaates Sachsen garantiert der schlesischen bzw. niederschlesischen Flagge die gleichberechtigte Führung im schlesischen Teil des Bundeslandes neben der sächsischen Landesflagge:

„(4) Im Siedlungsgebiet der Sorben können neben den Landesfarben und dem Landeswappen Farben und Wappen der Sorben, im schlesischen Teil des Landes die Farben und das Wappen Niederschlesiens gleichberechtigt geführt werden.“